# Attributi araldici di posizione
Una figura isolata è, in araldica, normalmente posta al centro della tavola di aspettazione. In caso contrario la sua posizione (cioè il suo posizionamento non ordinario) deve essere blasonata. Esempio: «di rosso alla corona d'oro posta in capo».
Anche le figure ripetute in numero sono disposte secondo regole ben precise.

## A

### A piombo
A piombo è un'espressione utilizzata in araldica quando certe figure non seguono, come di regola, il verso delle pezze, ma stanno verticali.

Sbarra di nero, caricata di tre conchiglie d'argento, poste a piombo (Saint-Médard-en-Jalles, Francia)
Di rosso, alla sbarra d'oro, caricata con 3 croci greche poste a piombo.
Idem, ma nella rappresentazione monocromatica.

### A riscontro
A riscontro è un termine utilizzato in araldica per più figure puntate che convergono fra loro, senza toccarsi.
Vedere anche appuntato

### Abbassato

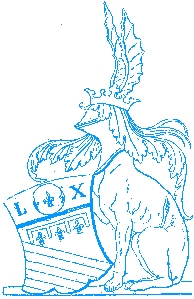
Scudo abbassato sotto il capo

Abbassato è un termine utilizzato in araldica:
- quando si scema l'altezza di una figura (capo), o la si trae giù dalla sua posizione naturale, in tutto od in parte (ale)
- quando si aggiunge un capo ad un'arma col capo

1. È detto di una pezza posta al di sotto della posizione che le sarebbe assegnata dalle regole araldiche. Il capo può essere abbassato da un semplice filetto dello smalto sormontato dal capo stesso. Lo scaglione o la fascia sono abbassati quando si trovano nel terzo inferiore dello scudo (in punta). «d'argento alla fascia abbassata di rosso». Una pezza può essere abbassata sia in segno di omaggio (come il capo che è posto sotto quello dell'ordine degli scudi dei cavalieri di Malta), sia come pena imposta e un marchio d'infamia a ricordo di un'azione vergognosa. In questo caso, abbassato è sinonimo di diffamato. Sotto un capo possono essere abbassati anche l'inquartato o la bordura, così come lo scaglione o altre pezze simili.
2. Qualifica i pali e le bande che hanno origine nel mezzo dello scudo, e non dal suo bordo superiore.
3. È detto di ogni oggetto appuntito, quando la punta è diretta verso il basso. È detto anche degli uccelli in cui le ali, non distese, sono dirette verso la punta dello scudo: un'aquila con le ali dirette verso il basso è detta "dal volo abbassato". «d'azzurro al semivolo abbassato d'oro».

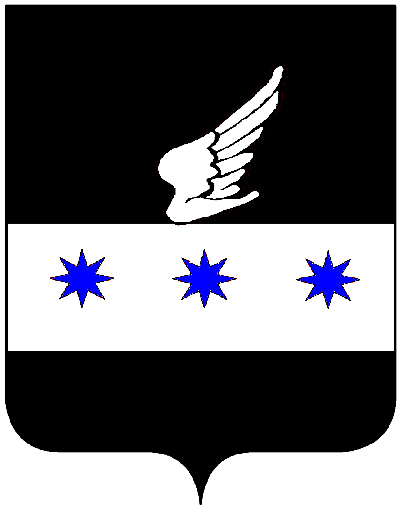
Fascia abbassata (stemma della famiglia Novellini)
Capo abbassato sotto un altro capo (famiglia Ginanni Corradini di Ravenna)[2]
Bordura abbassata sotto un capo (famiglia Gozzadini)
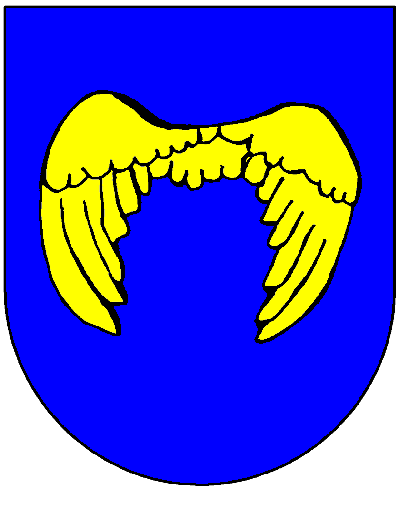
Volo abbassato
D'argento alla fascia abbassata di rosso
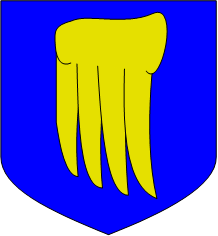
D'azzurro al semivolo abbassato d'oro

Sinonimo di abbassato è depresso.

### Accantonato
Accantonato è un termine utilizzato in araldica per indicare l'accompagnatura disposta nei cantoni di una croce o di partizioni o figure poste a croce, dritta o traversa.
Il termine è utilizzato anche nel caso di croci accompagnate da figure in due soli cantoni o semplicemente in uno di essi. È accantonata anche la bordura con i quattro angoli di smalto diverso. Più raro è l'uso del termine per indicare quattro figure poste 2 e 2, come quelle che accompagnano una croce.

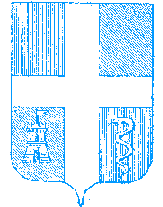
Croce accantonata da una torre e da una vipera
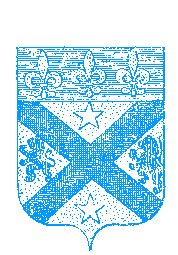
Croce di Sant'Andrea accantonata da due stelle e da due leoni
Croce accantonata da quattro teste di moro (Regno di Sardegna)
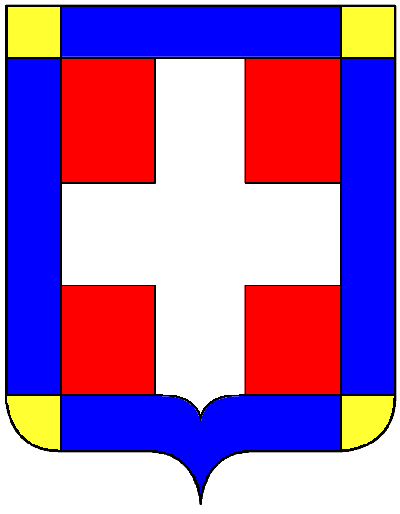
Bordura d'azzurro, accantonata d'oro (Principi di Savoia)
Zuccotti accantonati da quattro grappoli d'oro (Funchal, Portogallo)
Croce accantonata nel primo e secondo cantone da due stelle (Treviso)
Decusse accantonata da quattro gigli (famiglia Bellini di Ravenna e Comacchio)
D'oro, a quattro vacche di rosso, accantonate (Vachères, Francia)

### Accollato
Accollato è un termine utilizzato in araldica:
- per due scudi d'arme, contigui
- per più figure lunghe che si toccano ai fianchi
- per gli animali col collare o con altre figure passate al collo
- per figure lunghe, con altre che vi si attorcigliano
- per le insegne d'onore sporgenti dietro agli scudi[3]

Il termine accollato si può riferire sia agli scudi (che risultano accostati, come quando si vuole rappresentare un'alleanza politica o matrimoniale), sia alle figure (che possono essere allora accostate, nel caso dei fusi e delle losanghe, o sovrapposte, nel caso di lambelli, collari o corone), sia al singolo scudo quando è posto su ornamenti esterni come bandiere, spade, cannoni, chiavi ecc. «d'oro a cinque fusi d'azzurro accollati in banda».
Quando gli scudi di due coniugi sono accollati, detti in consorteria, lo scudo del marito è posto a destra (sinistra di chi guarda) e quello della moglie a sinistra (destra di chi guarda). In questo caso, solitamente, i due scudi sono disegnati con la stessa forma, in quanto in realtà indicano le rispettive famiglie, e non si applica la consuetudine di disegnare lo scudo della moglie con la tipica forma ovale o a losanga.
Lo scudo viene spesso accollato ad ornamenti esterni per simboleggiare la carica o la qualifica del titolare dello scudo stesso. Tra gli ornamenti più utilizzati si annoverano:
- la croce di Malta: per il Gran Maestro dell'Ordine;
- un'ancora: per un ammiraglio;
- cannoni o bandiere: per un generale;
- un pastorale: per un vescovo;

ecc.
In una blasonatura moderna per gli animali col collare o col collo segnato di colore è da preferirsi l'uso esclusivo del termine collarinato in analogia agli altri: armato, imbeccato, rostrato, unghiato.

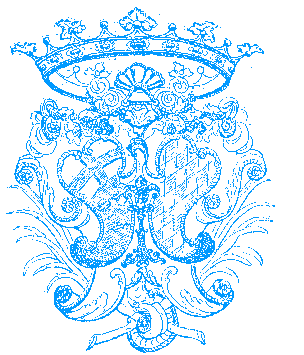
Due scudi accollati
D'oro, a cinque fusi d'azzurro accollati in banda
Losanghe accollate (Casato di Rohan)
Banda di fusi accollati (famiglia Foscarini)
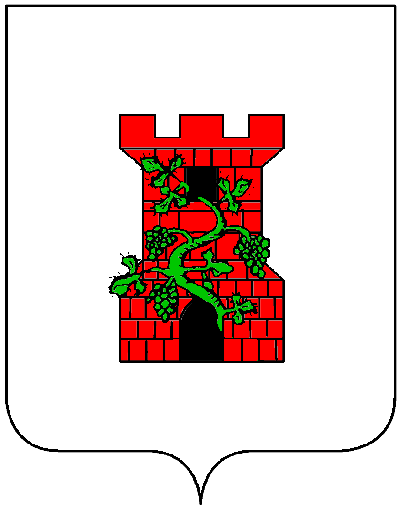
Torre accollata da una vite fruttifera (famiglia Vidoni di Cremona)
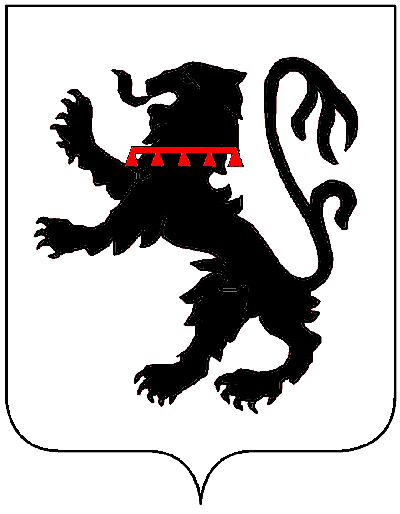
Leone accollato da un lambello
Tre chiese accollate in facciata (Barbiano)
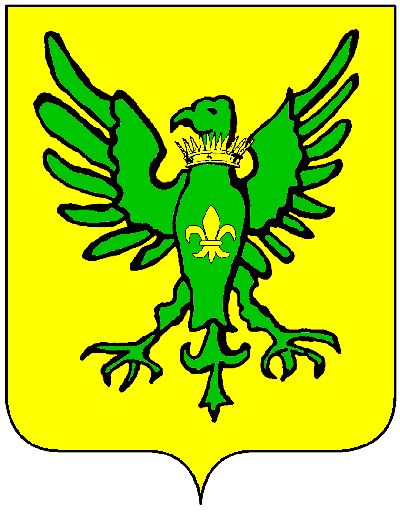
Aquila accollata d'una corona all'antica (famiglia Alidosi)
Cigno accollato d'una corona (Neumünster, Germania)
Scudo accollato all'aquila bicipite imperiale (Velletri)
Scudo accollato a un'aquila a due teste (stemma della famiglia Agliata)

### Accompagnato
Accompagnato è un termine utilizzato in araldica per indicare una figura che ne ha altre, da vicino, ma isolate.

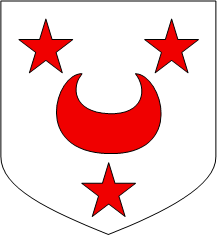
D'argento, al crescente di rosso accompagnato da stelle poste 2 e 1 dello stesso
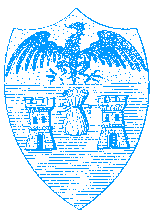
Sacco accompagnato da due torri
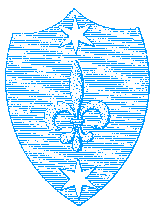
Giglio accompagnato da due stelle
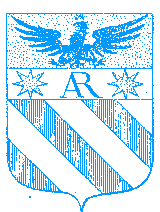
Lettere accompagnate da due stelle

È usato per le pezze o le figure principali dello scudo quando sono avvicinate da altre figure secondarie disposte secondo posizioni normalmente prestabilite. In generale si usa accompagnato nel caso in cui le figure secondarie, quelle che accompagnano sono orientate in direzione diversa da quella della figura principale. Quando la direzione delle figure secondarie coincide con quella della figura principale si preferisce il termine accostato.
Quando la fascia, la banda, la sbarra e il palo sono accompagnati da un numero pari di figure, queste sono poste metà da un lato e metà dall'altro rispetto alla pezza.
Due fasce sono talvolta accompagnate da sei figure poste 3, 2 e 1 negli spazi del campo.
Una croce può essere accompagnata da quattro figure poste nei quattro cantoni dello scudo, ed in tal caso è detta, più propriamente, accantonata.
Il capriolo è usualmente accompagnato da tre figure, poste due in capo ed una in punta (questa posizione non ha bisogno di essere blasonata).
Anche la pergola è accompagnata da tre figure, poste allora una in capo e due ai fianchi.

Fascia accompagnata da tre stelle (stemma della famiglia Angaran)
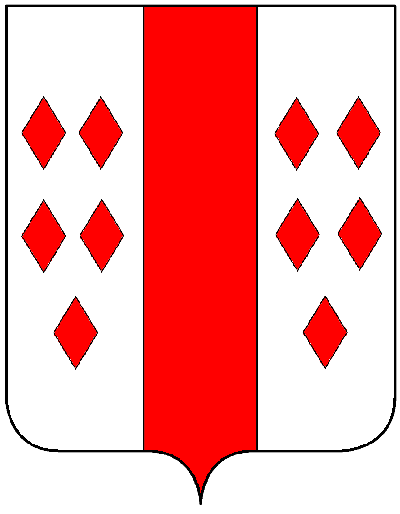
Palo accompagnato da dieci losanghe (famiglia Frottier di Francia)
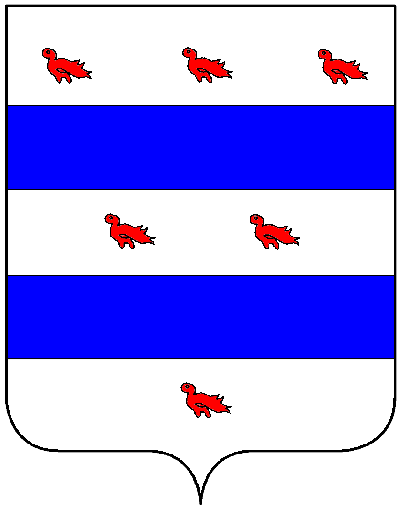
Due fasce accompagnate da sei merlotti (stemma della famiglia Auvers, Francia)
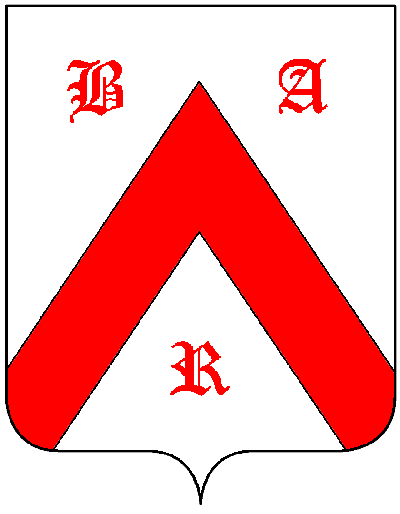
Capriolo accompagnato da tre lettere (famiglia Barbazini)
Pergola accompagnata da tre gigli (Issoudun, Francia)
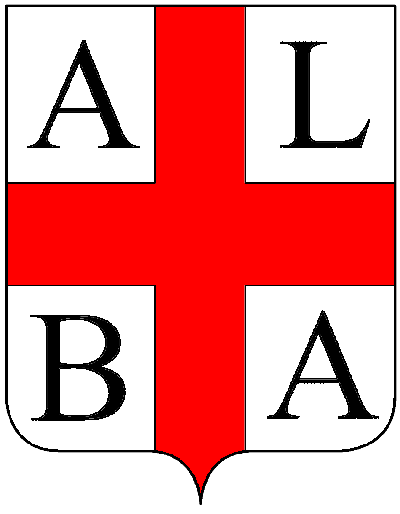
Croce accompagnata da quattro lettere (Alba
Banda ondata accompagnata da due rose (Gamprin, Liechtenstein)
Scaglione accompagnato da tre bisanti (Villars-le-Terroir, Svizzera)

### Accostato
Accostato è un termine utilizzato in araldica, per indicare un elemento che sostituisce l'accompagnato per le figure di lunghezza, poste parallelamente.
Qualifica le pezze o figure lunghe che ne hanno altre ai lati poste nello stesso senso. Molte pezze onorevoli sono accostate da due filetti. Talvolta è utilizzato per descrivere la presenza di due leoni, o altri animali, ai due lati di una figura centrale. Ajaccio porta «d'azzurro, alla colonna sormontata da una corona d'argento, accostata e sostenuta da due leoni affrontati d'oro, il tutto posato su una terrazza di verde».
Le figure che si accostano a quella principale devono essere longilinee, altrimenti si usa il termine accompagnato. Bresse porta «d'argento, alla banda d'azzurro, accostata da due leoni leoparditi di nero, armati e lampassati di rosso». La contea svizzera di Kyburg porta invece «di rosso, alla banda accostata da due leoni leoparditi, il tutto d'oro».
Nell'araldica francese esiste una distinzione tra il termine accosté, usato nel caso di pezze longilinee che si affiancano a una pezza lunga, e il termine cotoyé, che si preferisce quando la pezza lunga principale è accostata da numerose figure minori orientate nello stesso senso. «di rosso, alla banda accostata da sei corone d'oro» (Alta Alsazia).

Stemma di Ajaccio
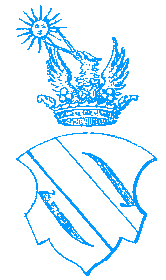
Banda accostata da due lame di falce
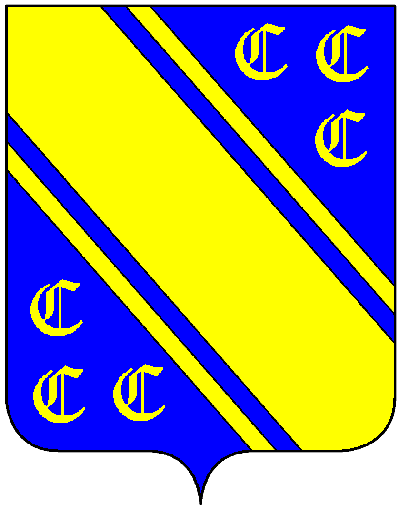
Banda accostata da due filetti (famiglia Celsi)
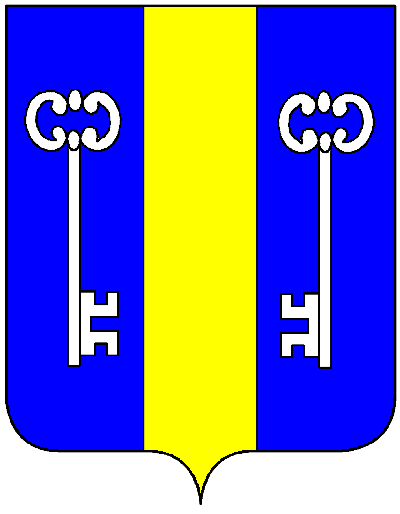
Palo accostato da due chiavi
Stemma di Kyburg, Svizzera
Palo accostato da quattro spighe (Eiken, Svizzera)
Martelletto accostato da due semivoli (Usmate Velate)
Castello accostato da due tralci di vite (Vedano al Lambro)
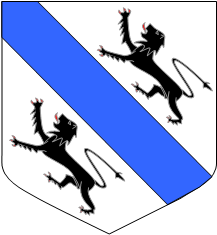
Banda accostata (accosté) da due leoni leoparditi
Banda accostata (cotoyé) da sei corone (Alta Alsazia)

### Addestrato
Addestrato è un termine utilizzato in araldica per indicare una figura di accompagnamento, posta a destra.
Qualifica le pezze o figure che sono accompagnate da altre poste alla loro destra (a sinistra per chi guarda lo scudo). La posizione della figura secondaria deve essere blasonata quando è diversa da quella principale (in capo, in cuore, in punta). Il termine è utilizzato anche nel caso dello scudo diviso verticalmente da una linea non passante per il centro che delimita uno spazio non superiore ad un terzo dello scudo.

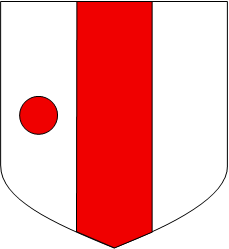
Palo addestrato da un bisante
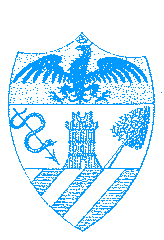
Torre addestrata da una freccia accollata da un serpente
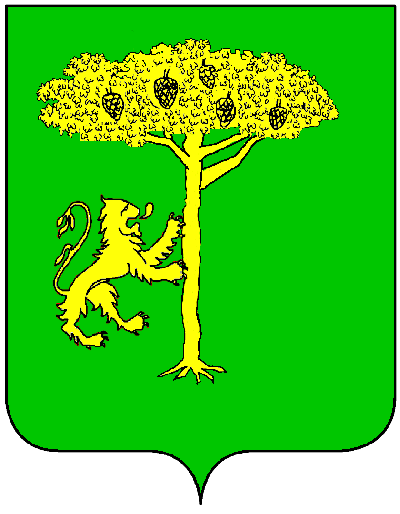
Pino addestrato da un leone rivolto (stemma della famiglia Pino di Genova)
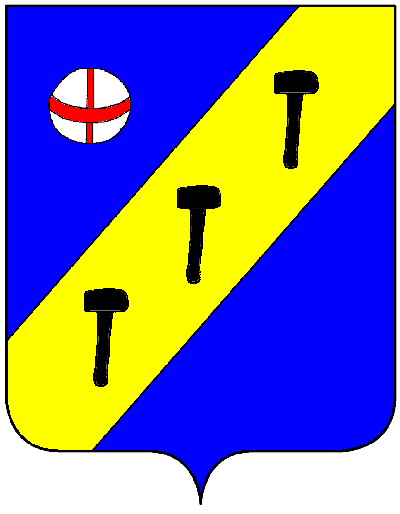
Sbarra addestrata da un globo (famiglia Fabroni di Arezzo)
Capriolo addestrato da un crescente (famiglia de Visemal)
D'azzurro, addestrato d'oro
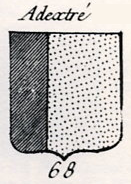
D'oro addestrato di porpora
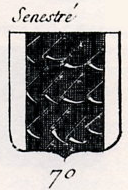
Di nero, seminato di falci d'oro, addestrato e sinistrato d'argento
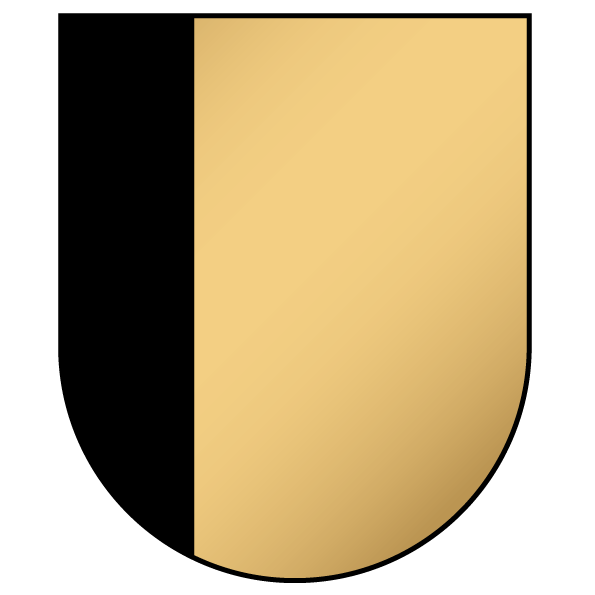
D'oro addestrato di nero
D'argento, addestrato di rosso e sinistrato di verde (Kaschenbach, Germania)

### Addossato
Addossato è un termine utilizzato in araldica per indicare il rovescio di affrontato; per animali, o figure, che hanno faccia e dorso, disposti dorso a dorso.
Indica due figure della stessa natura poste in modo tale da rivolgere la loro faccia principale verso i bordi laterali esterni dello scudo.
Utilizzato per 
- animali, che volgono lo sguardo verso l'esterno si volgono reciprocamente il dorso,
- chiavi, che volgono verso l'esterno i congegni,
- mezzelune, con le convessità opposte e le corna volte all'esterno,
- scuri ed asce d'armi, con le lame volte all'esterno.

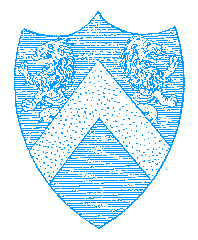
Due leoni addossati
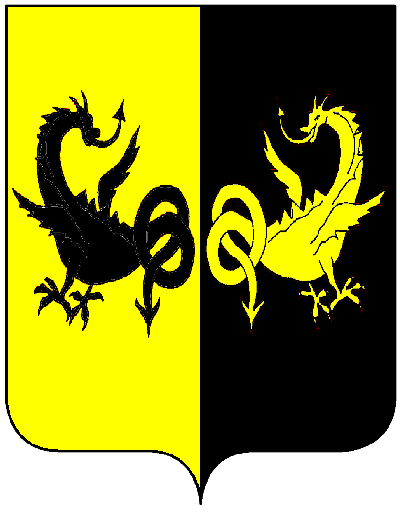
Due draghi addossati (stemma della famiglia Trara di Sicilia)
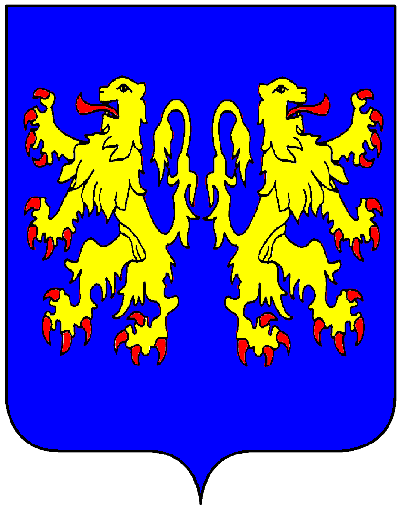
Due leoni addossati (famiglia Ferondi di Ravenna)
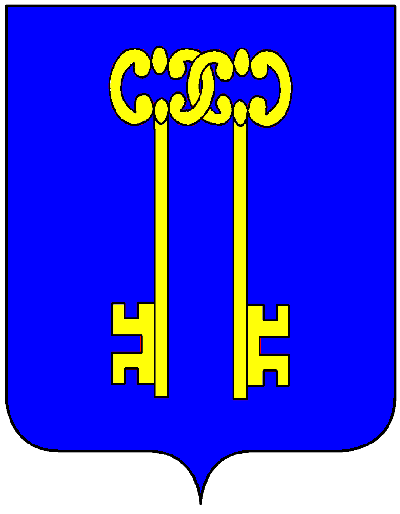
Due chiavi addossate (famiglia de Clugny, Francia)
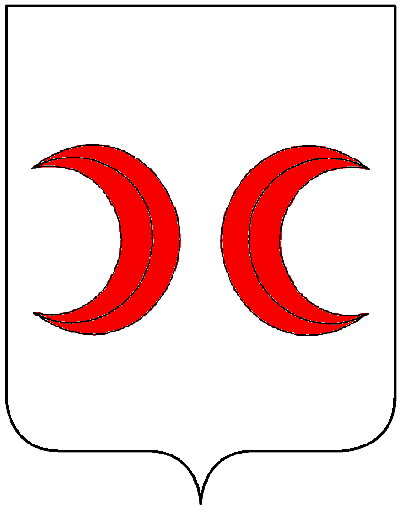
D'argento, a due crescenti addossati di rosso (famiglia Uguet de Lupin)
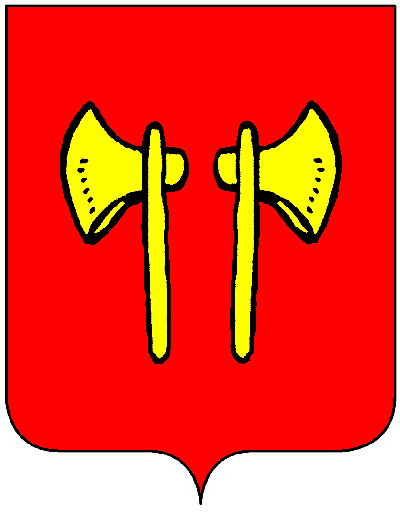
Due scuri addossate (famiglia Achei)
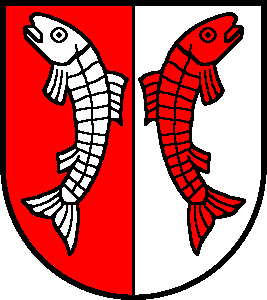
Due pesci addossati (Rodersdorf, Svizzera)
Due falci addossate (Falzes)

### Affrontato
Affrontato è un termine utilizzato in araldica per indicare due animali o figure, con faccia e dorso, posti faccia a faccia.

Due leoni affrontati
Due crescenti affrontati
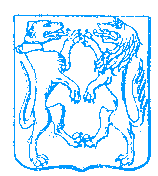
Un mastino e un leone affrontati
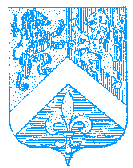
Due leoni affrontati
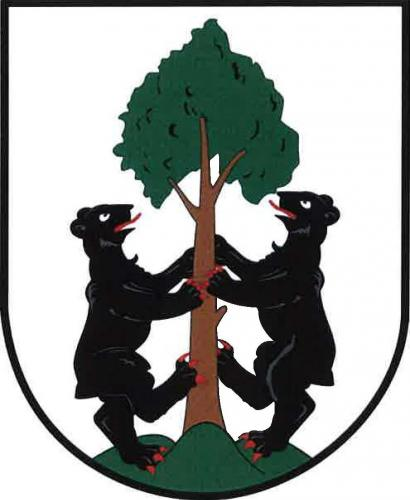
Due orsi affrontati (Přimda, Repubblica Ceca)

Qualifica due animali rappresentati di profilo e posti uno di fronte all'altro: ad es. «d'argento, a due leoni affrontati di rosso». Utilizzato anche per le chiavi poste in palo con i congegni rivolti verso il centro dello scudo e, in generale, per tutte le figure poste in coppia le cui facce principali si guardano: ad es. «d'argento, a due crescenti affrontati di rosso».
Per due figure affrontate non è necessario blasonare la posizione in palo, mentre va blasonato il caso di figure affrontate in fascia, in banda o in sbarra. Nel caso di tre animali posti nella posizione della pergola che si guardano, si dicono affrontati in pergola.
Nell'araldica tedesca è usuale affrontare le figure poste nei quarti alternati di un inquartato. Per lo stesso motivo nei monumenti è frequente trovare due arme affrontate in tutte le loro pezze o figure.

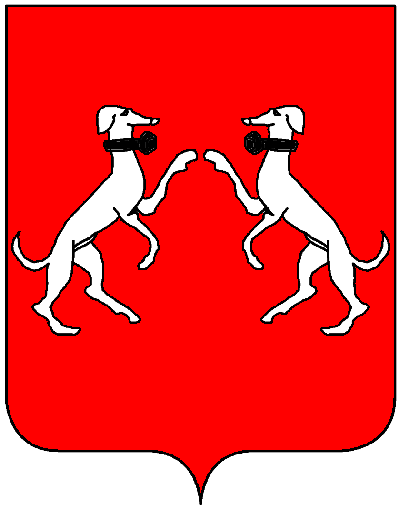
Due levrieri affrontati
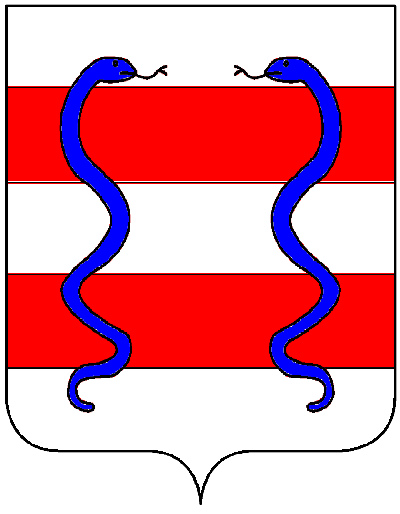
Due vipere affrontate (famiglia du Refuge, Francia)
Due chiavi affrontate (famiglia Chiavari di Genova)
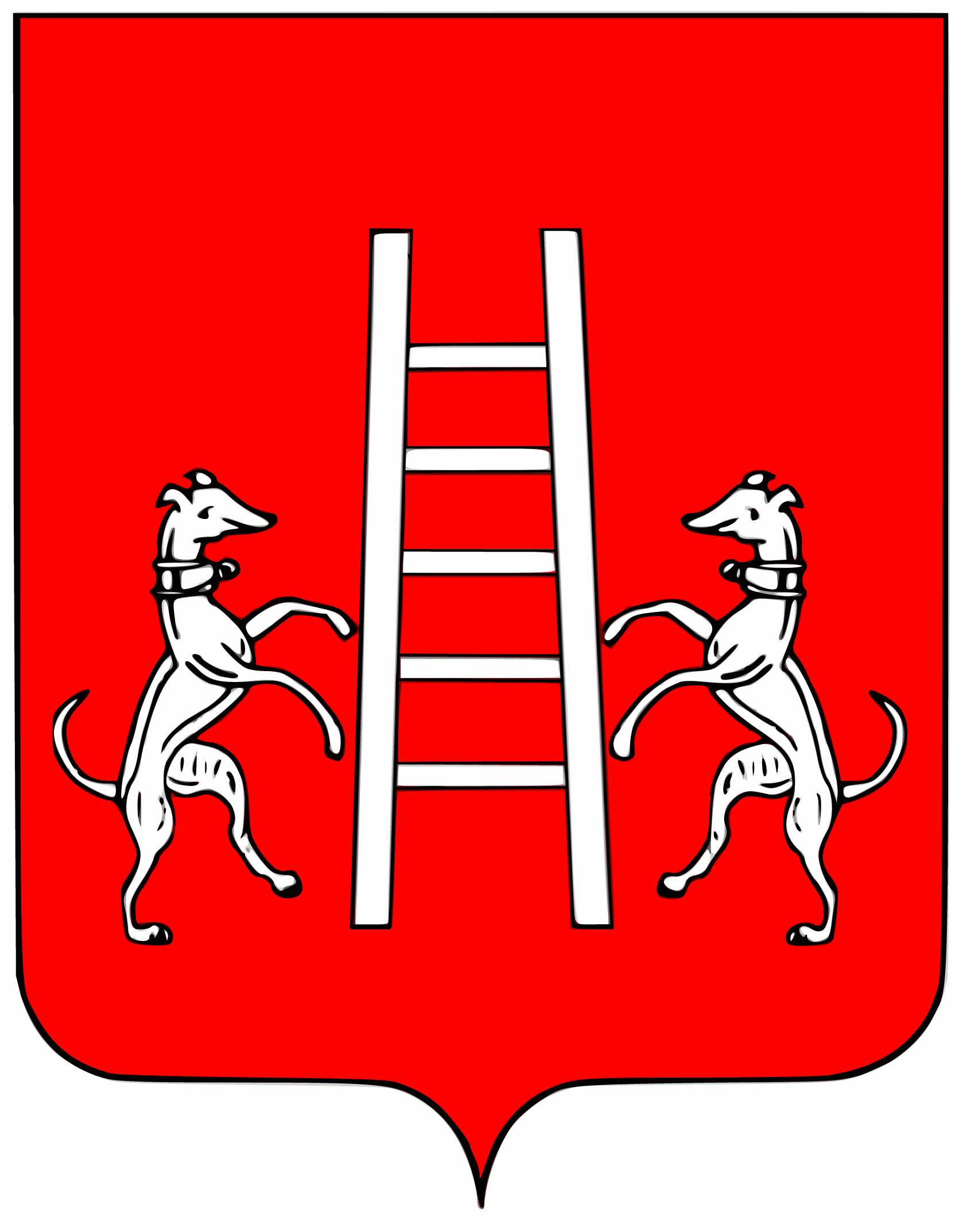
Due levrieri affrontati (famiglia Della Scala di Verona)
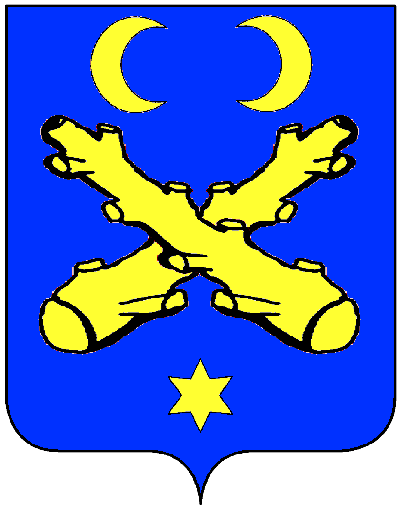
Due crescenti affrontati
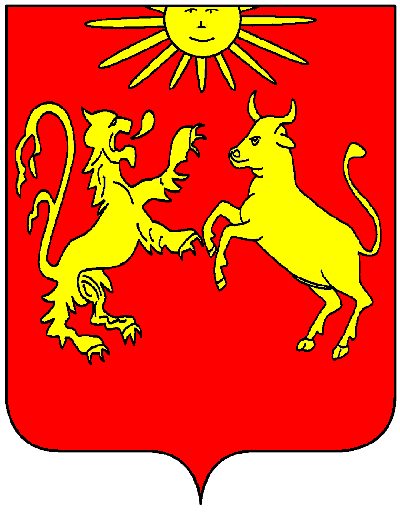
Un leone e un toro affrontati (famiglia Armolis, Francia)
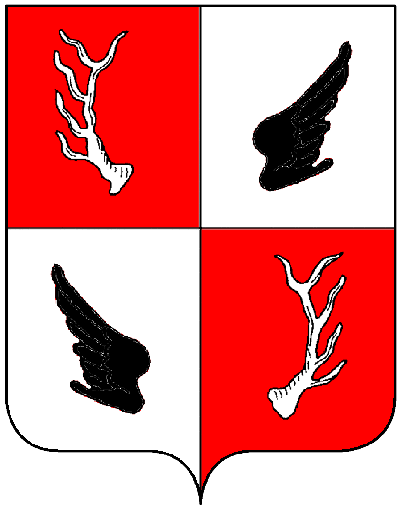
Due rami di cervo affrontati e due semivoli affrontati (famiglia Salisch, Germania)

### All'ingiù
All'ingiù è un'espressione utilizzata in araldica per indicare l'arma di punta rovesciata verso il basso.

Spade rivolte all'ingiù (San Giuliano Milanese)

### All'insù
All'insù è un'espressione utilizzata in araldica per le figure che, per natura od uso, starebbero all'ingiù. Chiavi, pugnali, trafieri, misericordie ecc. se si rivolgono verso il capo.

Coda di drago all'insù (stemma di Trani)
Chiavi con l'ingegno all'insù (stemma di Viterbo)

### Alternato
Alternato è un termine utilizzato in araldica: aggettivo utilissimo per descrivere l'avvicendamento di figure; quantunque ignoto ai più dei trattatisti.

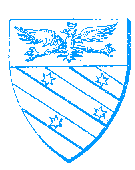
Bande caricate di stelle alternate a bande vuote
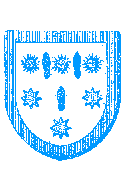
Soli alternati a comete
Tre stelle alternate a due crescenti (Montreux, Svizzera)

### Alto
Alto è un termine utilizzato in araldica per indicare una spada o una mazza con la punta in alto. Se la posizione non è quella in palo, si blasona alta in sbarra o alta in banda.

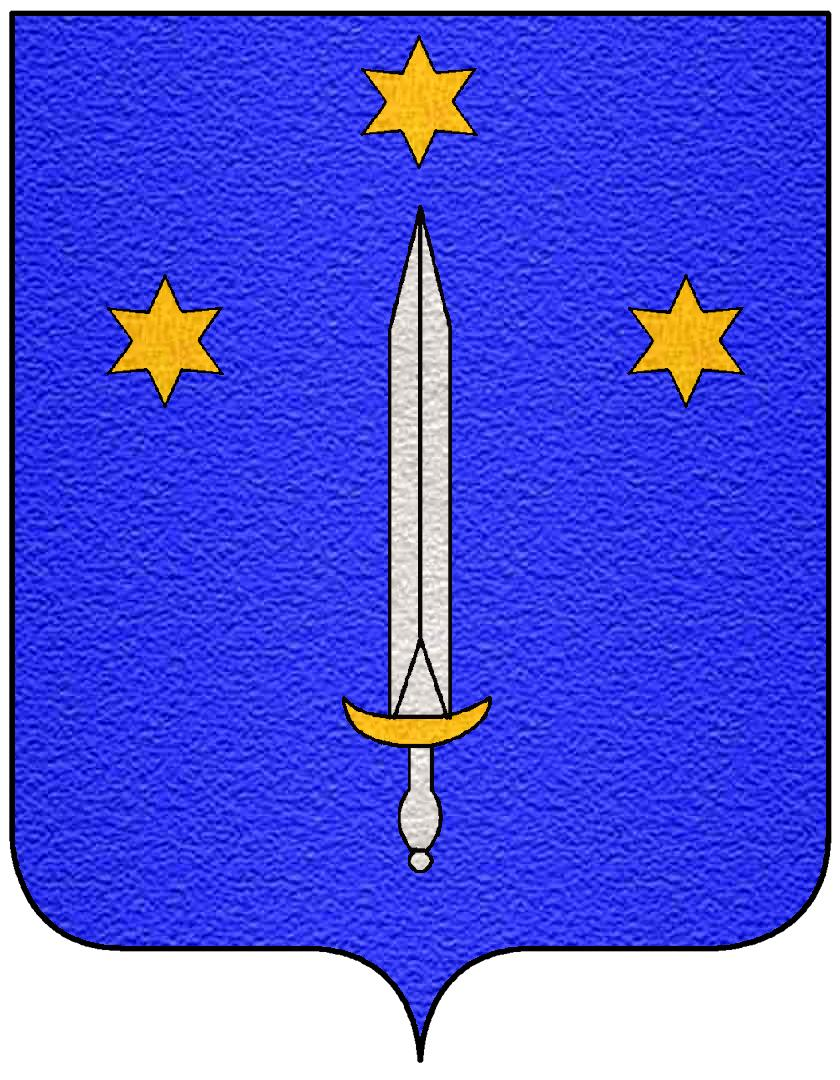
Di azzurro, alla spada alta d'argento, guarnita d'oro, accompagnata da tre stelle dello stesso, una in capo, due ai lati (Stemma della famiglia Spadularini di Ravenna[5])

### Alzato
Alzato è un termine utilizzato in araldica per una pezza che si colloca in posto più alto di quello normale.
Qualifica le pezze poste più in alto della loro posizione normale. Lo scaglione è detto alzato quando il vertice tocca il lato superiore dello scudo mentre le estremità toccano il centro dei fianchi dello scudo.
Alzato è utilizzato anche per definire la posizione di una saracinesca o di altro elemento di chiusura.

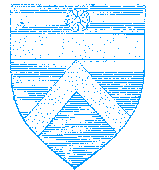
fascia alzata
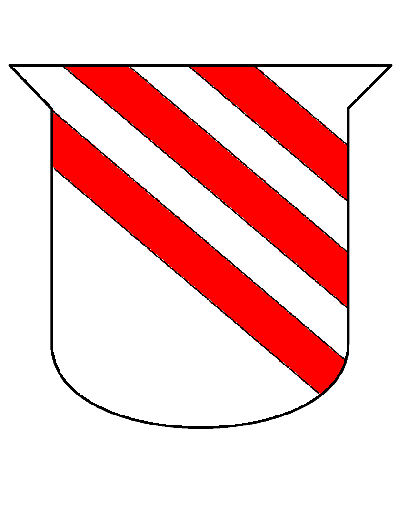
tre bande alzate
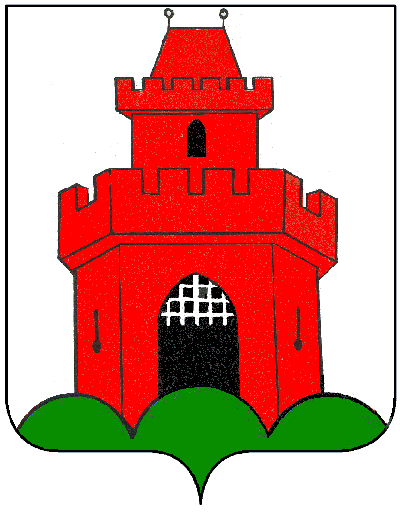
saracinesca alzata
scaglione alzato

### Angolato
Angolato è un termine utilizzato in araldica per indicare le pezze accantonate che muovono dagli angoli della croce e sono drizzate verso il centro.
Qualifica le croci accantonate da figure lunghe (chiodi, spighe, fiamme, etc) che muovono dagli angoli dello scudo e vanno verso il centro della croce.

croce angolata

### Appuntato
Appuntato è un termine utilizzato in araldica per indicare la situazione di due o più figure a punta od angoli, che si uniscono toccandosi.
Si usa per alcune pezze appuntite (losanghe, spade, …) che si contrappongono, si toccano o convergono verso un punto comune. Due figure possono essere appuntate in banda, in sbarra, in fascia, in palo, in scaglione o in decusse. Quando le punte si toccano effettivamente, si dovrebbe usare il termine controappuntato. «di rosso a quattro losanghe controappuntate». 
Vedere anche a riscontro quando il punto di convergenza non è particolarmente appuntito.
Un capo è detto appuntato quando ha la forma di un triangolo.

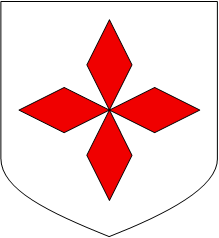
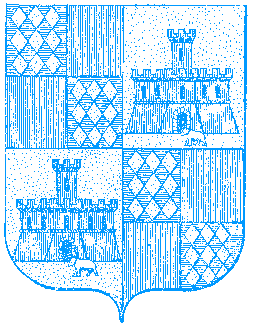
Fusi appuntati
D'oro, a quattro cuori di rosso appuntati in decusse (Peypin, Francia)

### Attestato
Il termine è scarsamente utilizzato nell'araldica italiana e deriva direttamente dall'originale francese abouté. Molti araldisti preferiscono il termine contrapposto.
1. Si usa per pezze allungate che si toccano con le estremità, la punta o la cima. È attributo tipico dei fusi, delle mandorle, delle zampe, delle spade, delle losanghe. Quando l'estremità è appuntita si usa il termine appuntato. Le moscature d'armellino sono dette a riscontro quando le estremità corrispondono e si riuniscono in croce.
2. Usato anche per pezze la cui estremità è arrotondata, o la cui estremità è di smalto diverso.

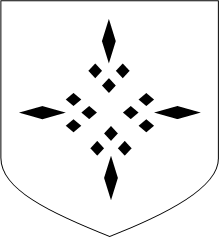
D'argento, a quattro moscature d'armellino contrapposte
D'azzurro, a quattro gigli d'oro con i piedi contrapposti (Enköping, Svezia)

### Attraversante
Attraversante è un termine utilizzato in araldica per indicare la figura, o pezza sovrapposta, o che passa su un'altra.
Il termine è impiegato nel caso di figura secondaria che, almeno in parte, è sporgente rispetto a quella principale; nel caso in cui fosse interamente contenuta in quella principale si userebbe il termine caricato. La forma attraversante sul tutto si riferisce alla pezza che attraversa tutto lo scudo.
Dal termine francese deriva anche la forma broccante che però è ormai in disuso, anche se alcuni preferiscono broccante se riferito ad una figura o pezza corta, riservando attraversante ad una figura o pezza lunga.

Interzato, con ancora attraversante (Viareggio)
Banda d'oro attraversante (Andora)

## B

### Basso
Bassa è l'attributo che si applica alla spada, o altra arma appuntita, con la punta rivolta in basso.

### Broccante
vedi Attraversante

## C

### Cadente
Cadente è un termine utilizzato in araldica come attributo della freccia ed altre armi da getto rovesciate.

### Caricato
Caricato è un termine utilizzato in araldica per indicare una pezza o figura cui ne sono sovrapposte altre. Una figura sopra una caricata si dice sovraccaricata.
La figura secondaria è abitualmente posta al centro (posizione che non si blasona), ma può essere disposta in capo o in punta. La dicitura caricata nel cuore è usata per la croce o l'aquila che hanno una figura nel centro o nel petto, mentre caricato sul tutto indica lo scudo caricato nel suo complesso.

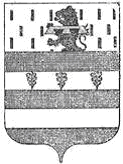
Fascia caricata di tre figlie di quercia
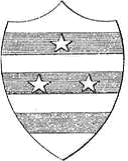
Fasce caricate di stelle
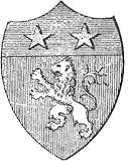
Capo caricato di due stelle
Fascia caricata di una stella (stemma di Bolzano)
Palo di verde caricato di un palo ristretto ondato d'argento (Valle Aurina)
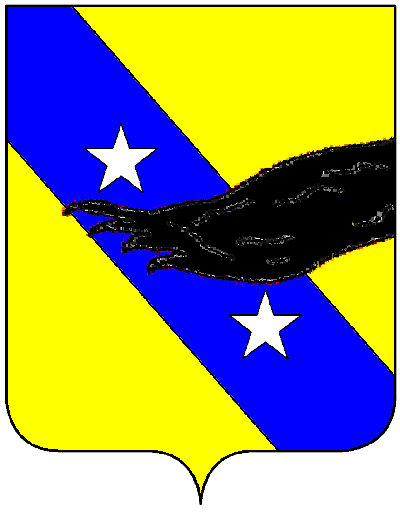
Banda caricata di due stelle (famiglia Bons di Francia)
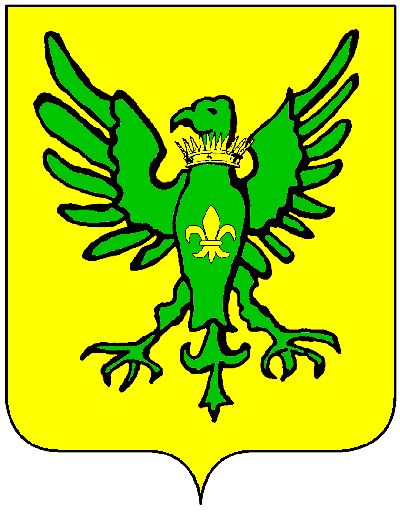
Aquila caricata nel cuore di un giglio (famiglia Alidosi)

### Centrato
Centrato è un termine utilizzato in araldica per indicare le centine del mondo o globo imperiale che lo cingono e ne sorreggono la crocetta.
Il termine è utilizzato anche per indicare una fascia, o banda, la cui forma sia modificata da diritta in arcuata.

Tre fasce centrate d'oro (Vernazza)

### Cimato
Cimato è un termine utilizzato in araldica col significato di piantato sulla cima.
Il termine si usa quando le due figure sono a diretto contatto; nel caso in cui non vi sia contatto tra le figure, si preferisce il termine sormontato.
Il termine è utilizzato anche per indicare la posizione delle corone poste sopra gli scudi come timbro.

Scudo cimato da una corona all'antica (Arcola)

### Confinante
Confinante è un termine utilizzato in araldica quale attributo della losanga che con i quattro vertici tocca il mezzo del lato superiore, la punta e il mezzo dei fianchi dello scudo.
La stessa figura può essere definita dal termine vestito.

Partito d'azzurro e d'oro, alla losanga confinante dell'uno all'altro (Istrana)

## D

### Decussato
Decussato è un termine utilizzato in araldica per indicare un elemento disposto a forma di decusse.

Rami decussati sia dentro che fuori lo scudo (Guidizzolo)
Tronchi decussati (Collevecchio)

### Di fronte
Di fronte è un termine utilizzato in araldica per indicare la posizione di prospetto data alle figure, non umane, che di norma dovrebbonsi collocare in profilo.
La figura umana posta di fronte è detta, invece, in maestà, espressione usata spesso anche per l'elmo reale posto sullo scudo.

Testa di leone in maestà
Testa di leone in maestà (Bologna)

## I

### Impugnato
Impugnato è un termine utilizzato in araldica per indicare le armi, particolarmente le spade, che hanno l'impugnatura di smalto diverso. Per gli oggetti che non siano armi si preferisce il termine manicato.
Il termine è impiegato anche per figure allungate, come spade, frecce, spighe di grano etc., disposte in palo o in decusse che si irradiano da un centro comune nel quale si sovrappongono, come se fossero state prese in una stessa impugnatura.

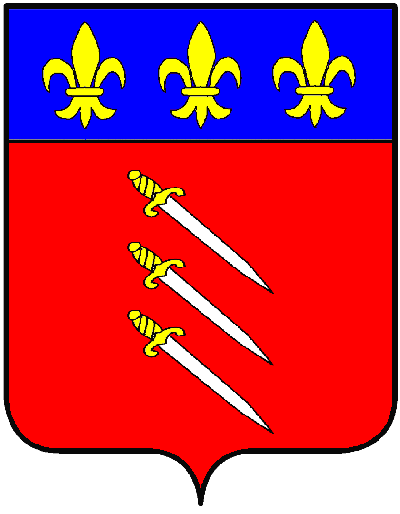
Spade impugnate d'oro (famiglia Spada)
Pugnale impugnato d'oro (famiglia D'Andrea di Napoli)
Due sciabole impugnate d'oro (Hlybokae, Bielorussia)

### In fronte
Vedi di fronte.

### In maestà
In maestà è un termine utilizzato in araldica per indicare corpo, o solo la testa, d'uomo non di profilo ma di faccia.
Il termine in maestà è spesso impiegato anche per descrivere il leone, o la sua sola testa, posto di fronte. Usato anche per descrivere l'elmo imperiale, reale e di marchese che compaiono sugli scudi posti di fronte.
Taluni, impropriamente, impiegano il termine per definire animali diversi dal leone, o le loro teste, posti di fronte; casi per i quali è da usarsi di fronte.
Invece di in maestà si può usare anche riguardante, in moleca, e in rincontro.

Testa di donna in maestà (Möriken-Wildegg, Svizzera)
Elmo in maestà (Helmstadt-Bargen, Germania)
D'argento, a san Sisto papa in maestà (Rettel, Francia)
Leone in maestà (in moleca) (Città di Venezia)
Leone vigilante e mirante in maestà (La Maddalena)
Leone sdraiato con la testa in maestà
Leone rampante[14] con la testa in maestà
Supporto di un leone con la testa in maestà
Leone fermo con la testa in maestà

### In riscontro
In riscontro è un termine utilizzato in araldica per indicare la testa di animale, meno l'uomo ed il leopardo, quando è posta di fronte in piena faccia. In questa rappresentazione non compare il collo.
La maggior parte degli araldisti preferisce il termine rincontro, che corrisponde anche meglio all'originale francese.

D'azzurro, al rincontro di cervo d'argento (Calderara di Reno)
D'argento, al rincontro di toro di nero (Latiano)
Di rosso, al rincontro di toro di nero (Zambrów, Polonia)
D'azzurro, al rincontro di cervo al naturale, accompagnato in punta dalla parola BRVN (Provincia di Brindisi)
Teste di leone in riscontro

Quando la testa dell'animale è scarnificata e ridotta alle sole ossa si parla più propriamente di massacro che, nel caso del cervo, può prendere il nome di teschio di cervo.

### Isolato
Isolato è un termine utilizzato in araldica per indicare terreni, o muri che non escono dalla punta o dai lembi dello scudo

## M

### Montante
Montante è un termine utilizzato in araldica per indicare mezzelune, scaglioni, compassi ecc. colle corna, o punte, verso il capo.
Nel caso del crescente la posizione montante, cioè con le punte rivolte in alto, non viene blasonata perché ordinaria. Il termine è impiegato anche per i cigni, per indicare la posizione simile al rampante, e per le api con le ali aperte a metà.

Arco montante (Brėst, Bielorussia)
Cigno montante (Nalles)
Mezzaluna montante

### Movente
Movente è un termine utilizzato in araldica per indicare una figura animata che esce dai lembi dello scudo, o di pezza o mobili.
In generale, il termine si utilizza solo quando la figura esce dai fianchi o dagli angoli dello scudo; nel caso esca dal lato inferiore, si preferisce il termine nascente.

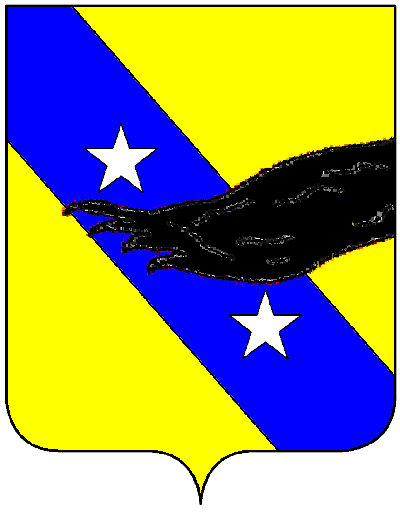
Zampa d'orso movente dal fianco sinistro dello scudo
Ponte movente da una riviera (Cecina)

## N

### Nascente
Nascente è un termine utilizzato in araldica per indicare una figura animata che esce, a metà corpo, da una partizione o pezza.
Si deve osservare che nascente si riferisce a ciò che spunta dal basso verso l'alto e non deve essere confuso con uscente (figura che esce di fianco).
Alcuni araldisti ritengono inoltre che nascente si debba riferire esclusivamente alle figure animate e che nel caso delle altre figure si debba usare il termine movente; se si accetta questa convenzione risulta errata la blasonatura dello stemma di Coazze (Troncato: al 1º di rosso alla croce greca nascente di bianco [...]), perché la croce dovrebbe essere definita movente.
Di norma l'animale nascente mostra la testa, il collo, le zampe anteriori e la punta della coda, se quadrupede, o la punta delle ali, se volatile.

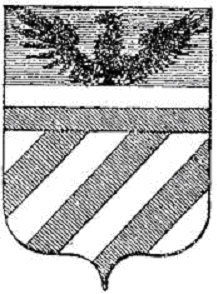
Aquila nascente
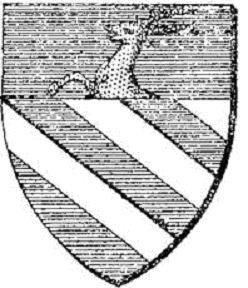
Cervo nascente
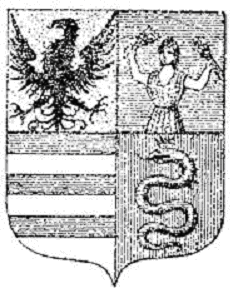
Donna nascente
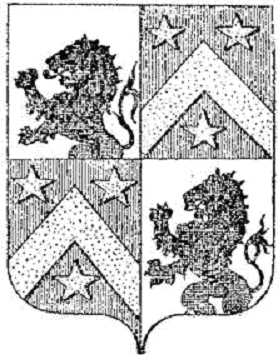
Leoni nascenti
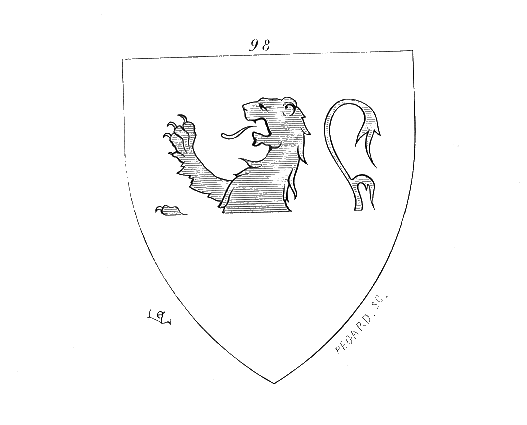
Leone nascente
Leone d'azzurro nascente (Reichweiler, Germania)
Cimiero con San Vittore nascente (Varese)
Drago nascente dalla fascia (Fino Mornasco)
Aquila nascente (Savona)

### Nodrito
Nodrito è un termine utilizzato in araldica per indicare vegetali che nascono, od escono, da una figura o partizione o lembo. Il termine è riferito agli alberi e alle piante che non mostrano radici e ai gigli dei quali non si vede la punta inferiore.

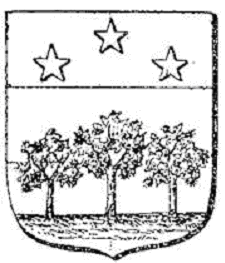
Alberi nodriti
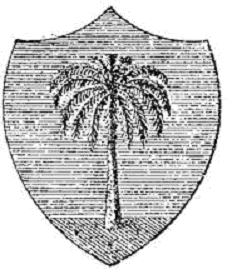
Palma nodrita
D'argento, al cipresso nodrito su un monte di verde (stemma di Castello del Matese)

## P

### Posato
Il termine può avere un significato generico, quando indica l'appoggiarsi di una figura araldica su un'altra, ma assume un significato specifico quando si riferisce a un falco, o altro uccello da preda, che si posa su un supporto, normalmente verticale e ristretto. In tal caso l'uso del termine implica la presenza del supporto senza che ne sia necessaria la blasonatura.

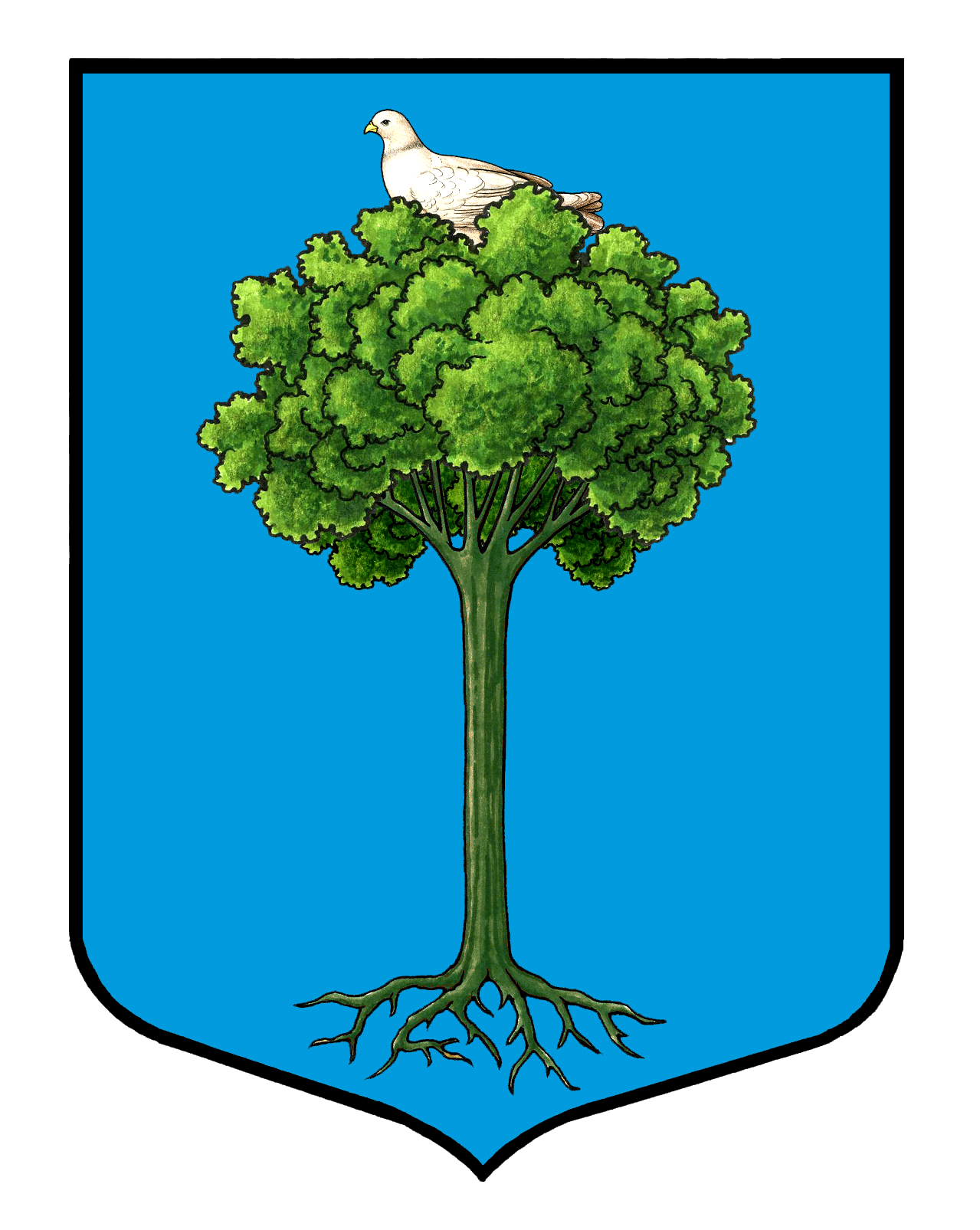
Tortora posata su un albero (stemma della famiglia Fisichella di Sicilia)

## R

### Ridecussato
Ridecussato è un termine utilizzato in araldica per indicare un elemento disposto, una seconda volta, a foggia di decusse.

### Rincontro
Vedi in riscontro.

### Ristretto
Ristretto è un termine utilizzato in araldica per indicare il terreno o monte che non esce da una partizione, o pezza, o lembo di scudo ma è isolato.

Monte all'italiana, di sette colli, ristretto (stemma di Filottrano)

## S

### Sinistrato
Sinistrato è un termine utilizzato in araldica per indicare una figura che è accompagnata o accostata da altra, a sinistra.
Indica anche lo scudo diviso per un terzo a sinistra (la sinistra in araldica è la destra per chi guarda lo scudo).

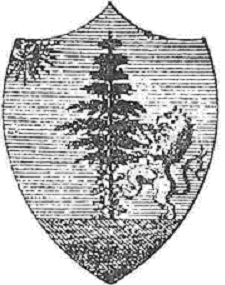
Albero sinistrato da un leone
Stella sinistrata da un crescente (stemma di Appiano sulla Strada del Vino)
Abete sinistrato da un leone (Airolo, Svizzera)
Edificio sinistrato da una torre (Bellikon, Svizzera)
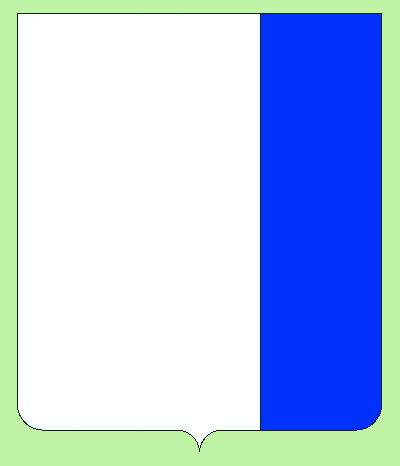
D'argento, sinistrato d'azzurro
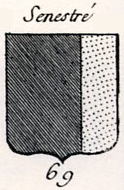
Di verde, sinistrato d'oro
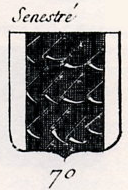
Di nero, seminato di falci d'oro, addestrato e sinistrato d'argento
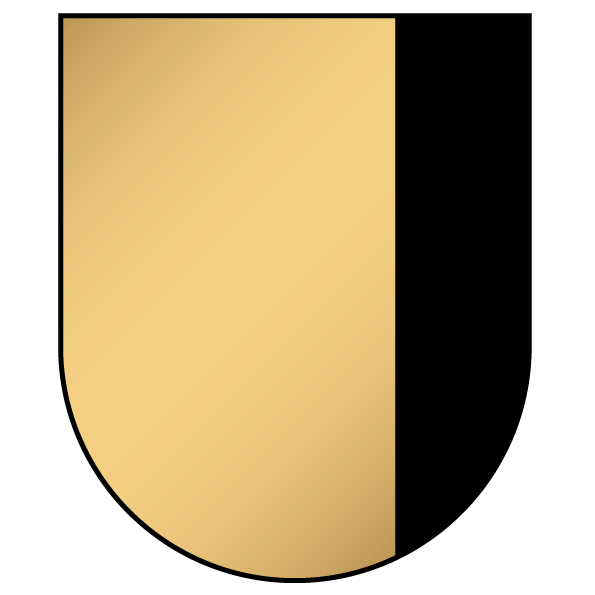
D'oro, sinistrato di nero

### Sormontato
Sormontato è un termine utilizzato in araldica parlando di una pezza o figura alla quale un'altra sta sopra, ma non vi si appoggia. Se le due figure sono a diretto contatto si usa il termine cimato.
Il termine indica anche l'elmo su cui si trova una corona.

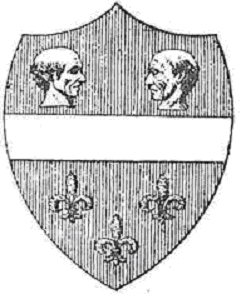
Fascia sormontata da due teste
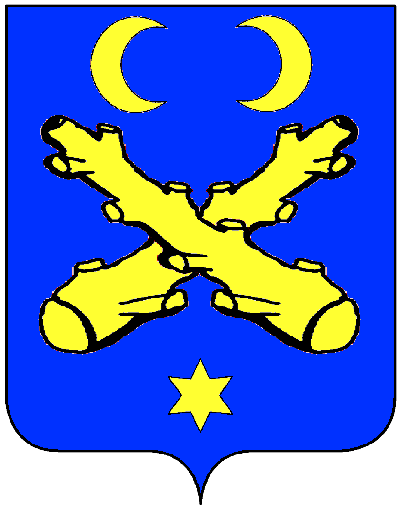
Tronchi sormontati da crescenti
Barile sormontato da un tralcio di vite (stemma di Lagundo)
Due asce sormontate da una croce pomettata (Gryon, Svizzera)
Punta di vanga sormontata da tre stelle male ordinate (Wigoltingen, Svizzera)
Tre punte sormontate ciascuna da una stella (Mönthal, Svizzera)
Tre trifogli sormontati da una croce patente (Murgenthal, Svizzera)
Ponte sormontato da due stelle (Muhen, Svizzera)
Tre fasce d'oro, sormontate da un crescente montante d'oro.

### Sopracaricato
Sopracaricato è un termine usato per una figura che ne carica un'altra, già caricante il campo.

### Sul tutto
Sul tutto è un termine utilizzato in araldica per indicare uno scudetto caricante il centro di un inquartato. L'espressione, in realtà, può indicare qualunque pezza carichi il centro di uno scudo, indipendentemente dal fatto che sia inquartato o meno.
Abitualmente lo scudetto sul tutto porta l'arma originaria (o pura) della famiglia, o un'arma di concessione.

Scudetto sul tutto

Un bell'esempio di sul tutto è quello costituito dagli stemmi degli Imperatori del Sacro Romano Impero che portavano lo scudo con le armi dell'Impero e, sul tutto, l'arma personale.

Riccardo I di Cornovaglia
Ottone IV di Brunswick
Alberto I d'Asburgo
imperatori di casa Hohenstaufen

### Sul tutto del tutto
Sul tutto del tutto è un termine utilizzato in araldica per indicare uno scudetto caricante un altro scudetto già definito sul tutto.

## U

### Uscente
Uscente è un termine utilizzato in araldica per indicare una figura che esce da una partizione, da una pezza o da un lembo dello scudo.
Non deve essere confuso con il termine nascente.

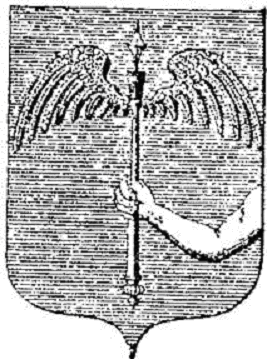
Destrocherio uscente dal lato sinistro dello scudo
Aquila uscente dalla partizione (stemma di Glorenza)